# Torpedo...Los!
Torpedo...Los! (także Torpedo...LOS!) – pop-artowy obraz olejny na płótnie z 1963 roku autorstwa amerykańskiego malarza, grafika i rzeźbiarza Roya Lichtensteina. Po ostatniej sprzedaży obrazu w 1989 roku, dziennik The New York Times opisał to dzieło jako „komiksowy obraz wojny morskiej”. Wówczas był to rekord najwyższej ceny aukcyjnej za dzieło Lichtensteina. Jego sprzedaż pomogła sfinansować budowę obecnej siedziby Museum of Contemporary Art Chicago w 1991 roku.

## Tło
Źródłem obrazu jest grafika Jacka Abela z opowiadania napisanego przez Boba Haneya „Battle of the Ghost Ships!” w komiksie DC Comics „Our Fighting Forces #71” (październik 1962 roku), chociaż treść dymka jest inna. Według strony internetowej Fundacji Lichtensteina, obraz „Torpedo...Los!” był częścią drugiej indywidualnej wystawy Lichtensteina w Galerii Leo Castelli w dniach od 28 września do 24 października 1963 roku, na którą składały się „Drowning Girl”, „Baseball Manager”, „In the Car”, „Conversation” i „Whaam!”. Materiały marketingowe wystawy obejmowały litografię „Crak!”.
7 listopada 1989 roku obraz „Torpedo...Los!” sprzedany został przez dom aukcyjny Christie’s za 5,5 miliona dolarów (13 milionów dolarów w 2022 roku) marszandowi z Zurychu Thomasowi Ammannowi, co stanowiło rekord dla dzieła sztuki Lichtensteina. Sprzedaż została opisana jako „punkt kulminacyjny” wieczoru, podczas którego Christie’s osiągnęło ponad dwukrotnie wyższe ceny sprzedaży niż jakakolwiek inna aukcja sztuki współczesnej do tego dnia. Sprzedawczynią dzieła była Beatrice C. Mayer, wdowa po założycielu i członku zarządu Museum of Contemporary Art Chicago Robercie B. Mayerze oraz córka założyciela Sara Lee Corporation Nathana Cummingsa. Przed sprzedażą dzieło było częścią Robert B. Mayer Memorial Loan Program i było wystawiane w szkołach wyższych i muzeach. „Torpedo...Los!” miał wówczas zostać sprzedany za 3–4 miliony dolarów.

## Opis
Powiększając twarz kapitana w stosunku do całego pola, Lichtenstein czyni go bardziej widocznym niż w źródle. Zachował źródłową „niezdarność” w sposobie przedstawienia postaci drugoplanowej i zastąpił dialog znacznie krótszym „tajemniczym poleceniem”. Oryginalne źródło zawierało dialog dotyczący powtarzającego się storpedowania tego samego statku, ale Lichtenstein skrócił cały dymek do dwóch słów. Przesunął bliznę kapitana z nosa na policzek i sprawił, że kapitan wyglądał bardziej agresywnie, przedstawiając go z szeroko otwartymi ustami, decydując się również na pozostawienie otwartego oka, które nie patrzyło przez peryskop. Dokonał także wielu zmian, sprawiając, że okręt wydawał się bardziej zaawansowany technologicznie. Blizna była najlepiej widoczna na panelach innych niż źródło z tej samej historii.
Praca ta jest przykładem tematu Lichtensteina odnoszącego się do widzenia. Lichtenstein używa „mechanicznego urządzenia obserwacyjnego”, aby przedstawić swój obraz widzenia wspomaganego technicznie. Przedstawione urządzenie mechaniczne, w tym przypadku peryskop, wymusza widzenie w formacie jednoocznym. W niektórych jego dziełach, takich jak to, jednooczność jest mocnym tematem, ucieleśnionym bezpośrednio, choć jedynie poprzez aluzję. Dzieło uważane jest za takie, w którym Lichtenstein przejaskrawił komiksowe efekty dźwiękowe w typowym pop-artowym stylu.

## Recenzja
Obraz ten jest przykładem użycia przez Lichtensteina przesunięcia tła/pierwszego planu i ironicznych kolokwializmów w krytycznych poleceniach. Chociaż większość obrazów wojennych Lichtensteina przedstawia motywy wojen amerykańskich, ten przedstawia „pokrytego bliznami kapitana niemieckiego okrętu podwodnego na stanowisku bojowym”. Sposób przedstawienia twarzy dowódcy przyciśniętej do peryskopu odzwierciedla integrację sztuki użytkowej lat 20. i 30. XX wieku. Ironiczny aspekt tej sytuacji w 1963 roku wynika częściowo z jej przesunięcia w czasie, nawiązującego do II wojny światowej w znacznie późniejszym okresie zimnej wojny. Styl zawartości dymka, zwłaszcza znaków dużej czcionki, uzupełnia inną tradycyjną treść wizualną obrazu. Przeróbki Lichtensteina wzmagały poczucie „niespokojności” obrazu, ale jednocześnie niwelowały to zagrożenie, tworząc dzieło bezstronne. W recenzji Art Magazine z listopada 1963 roku stwierdzono, że był to jeden z „szerokich i potężnych obrazów” wystawy w Galerii Leo Castelli w 1963 roku.